# Rune Malmström
Rune Gunnar Gerhard Malmström, född 8 juli 1929 i Mölndal, död 4 oktober 2017 i Örby-Skene distrikt i Västra Götalands län, var en svensk skulptör, grafiker och tecknare.
Malmström studerade vid Hovedskous målarskola och Valands konstskola i Göteborg 1963–1968. Bland hans offentliga arbeten märks bland annat järnsmidesskulpturen utanför Kinna servicehus i Örby, samt skulpturer i rostfritt stål vid Östlyckeskolan i Alingsås, Påvelundsskolan i Göteborg, Älmeboda kyrka, Kommunhuset i Kinna och vid Öxabäcks idrottshall. Han har tilldelats Statens lilla arbetsstipendium två gånger och ett Skulpturstipendium. Hans konst består av skulpturer utförda i terrakotta, brons, järnsmide och rostfritt stål. Malmström är representerad vid Borås konstmuseum, Statens konstråd och i flera landsting.